# Przylądek Szmaragdowy
Przylądek Szmaragdowy (ang. Emerald Point) – przylądek na Wyspie Króla Jerzego, na północnym brzegu fiordu Ezcurra Inlet. Ogranicza od północnego wschodu zatokę Cordozo Cove.
Nazwa nadana przez polską ekspedycję antarktyczną nawiązuje do położonych powyżej przylądka Lodospadów Szmaragdowych.